# 미첼라다

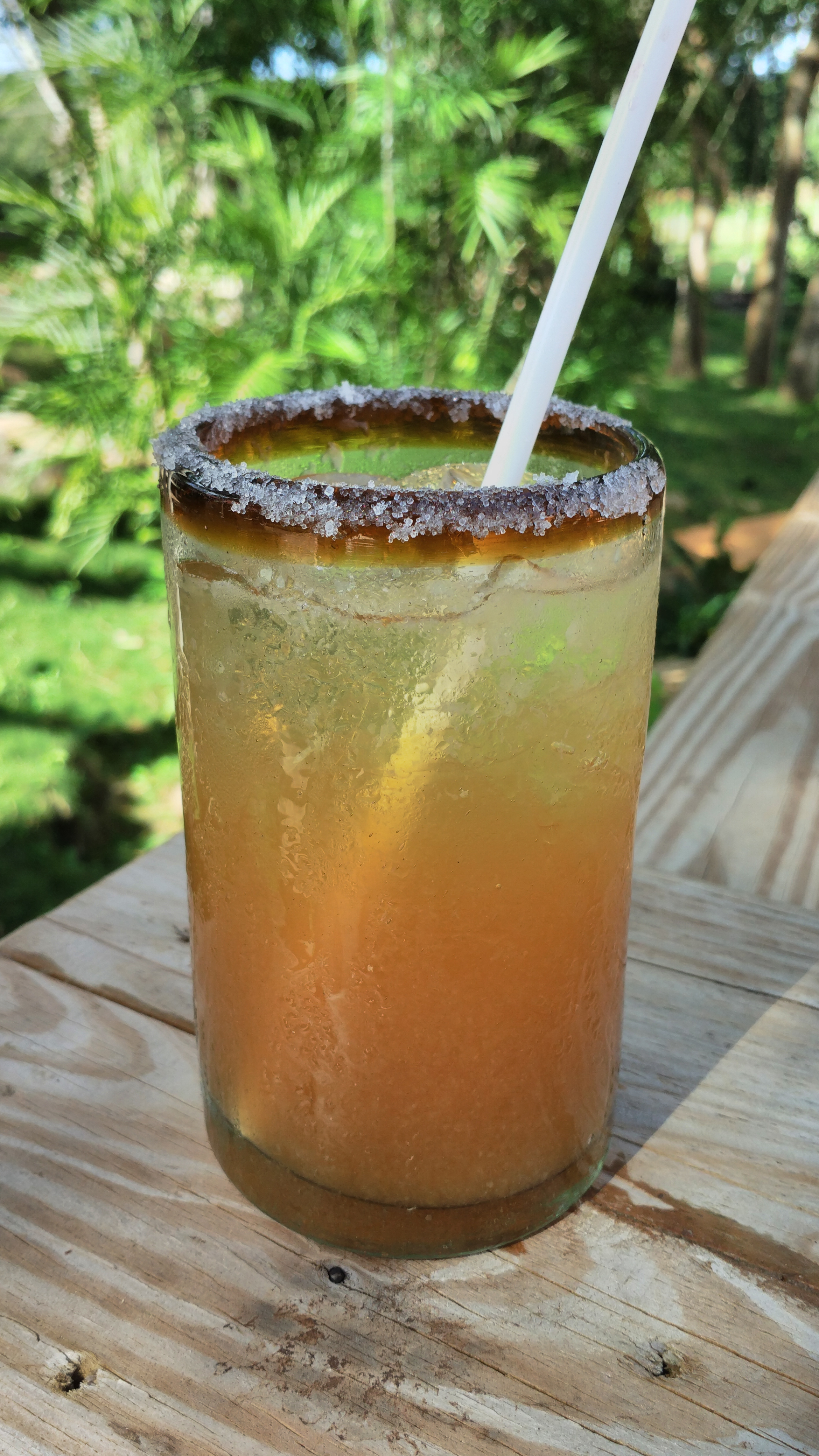

미첼라다(Michelada)는 맥주, 라임 주스, 칠리 기반 소스 등의 향신료, 고추로 만든 멕시코의 음료이다. 차가운 소금테를 두른 유리잔에 대접된다. 멕시코 전역에 수많은 종류가 있다.

## 같이 보기
- 블러디 메리 (칵테일)